# Meba Tadesse
Meba Tadesse (20 oktober 1986) is een Ethiopische atleet, die is gespecialiseerd in het veldlopen. In 2003 behaalde hij een zevende plaats bij de wereldkampioenschappen veldlopen voor junioren. Een jaar later won hij de wereldtitel op ditzelfde kampioenschap.

## Titels
- Wereldjeugdkampioen veldlopen - 2004

## Persoonlijke records
| Onderdeel | Prestatie | Datum            | Plaats     |
| --------- | --------- | ---------------- | ---------- |
| 3000 m    | 7.48,18   | 4 juni 2004      | Turijn     |
| 5000 m    | 13.16,40  | 2 juni 2004      | Milaan     |
| 10 km     | 29.02     | 26 december 2004 | Otterndorf |

## Palmares

### 5000 m
- 2004: 4e Grand Prix Regione Lombardia in Milaan - 13.16,40
- 2004: 4e Spitzen Liechtathletik in Luzern - 13.26,79

### 10 km
- 2004: 7e Corrida de Houilles - 29.02

### halve marathon
- 2010:  halve marathon van Otterndorf - 1:06.37

### veldlopen
- 2003: 7e WK korte afstand in Lausanne - 11.24
- 2004:  WK junioren in Brussel - 24.01